# Ilay Hagag
Ilay Hagag, a volte riportato come Ilay Hajaj (in ebraico עילאי חג'ג'‎?; Kiryat Gat, 7 novembre 2001), è un calciatore israeliano, centrocampista del Maccabi Haifa.

## Carriera

### Club
Hajaj è cresciuto nel settore giovanile del Maccabi Haifa, con cui ha firmato un contratto professionistico nel 2020. Nel 2021 è stato ceduto in prestito per due stagioni all'Hapoel Afula con cui ha disputato due stagioni da titolare.
Rientrato al Maccabi, ha rinnovato il contratto per altri tre anni, ed ha debuttato il 18 luglio nell'incontro di qualificazione per la UEFA Europa League vinto 2-1 contro l'Ħamrun Spartans.

### Nazionale
Il 14 giugno 2023 è stato convocato dalla nazionale Under-21 per disputare l'Europeo Under-21.

## Statistiche
aggiornato al 18 febbraio 2025
| Stagione        | Squadra         | Campionato      | Campionato | Campionato | Coppe nazionali | Coppe nazionali | Coppe nazionali | Coppe continentali | Coppe continentali | Coppe continentali | Altre coppe | Altre coppe | Altre coppe | Totale | Totale | Totale |
| Stagione        | Squadra         | Comp            | Pres       | Reti       | Comp            | Pres            | Reti            | Comp               | Pres               | Reti               | Comp        | Pres        | Reti        | Pres   | Reti   |        |
| --------------- | --------------- | --------------- | ---------- | ---------- | --------------- | --------------- | --------------- | ------------------ | ------------------ | ------------------ | ----------- | ----------- | ----------- | ------ | ------ | ------ |
| 2021-2022       | Hapoel Afula    | LL              | 36         | 6          | CI+TC           | 0               | 0               |                    | -                  | -                  |             | -           | -           | 36     | 6      |        |
| 2022-2023       | Hapoel Afula    | LL              | 33         | 4          | CI+TC           | 4+0             | 3+0             |                    | -                  | -                  |             | -           | -           | 37     | 7      |        |
| 2023-2024       | Maccabi Haifa   | LHA             | 16         | 3          | CI+TC           | 0+1             | 0               | UEL+UECL           | 2+4                | 0                  |             | -           | -           | 23     | 3      |        |
| 2024-2025       | Maccabi Haifa   | LHA             | 9          | 0          | CI+TC           | 1+3             | 0               | UECL               | 2                  | 0                  | -           | -           | -           | 15     | 0      |        |
| Totale carriera | Totale carriera | Totale carriera | 94         | 13         |                 | 5               | 3               |                    | 8                  | 0                  |             | -           | -           | 108    | 16     |        |